# 竹子腳 (高雄市鳳山區)
竹子腳，原寫為竹仔腳，是臺灣高雄市鳳山區的一個傳統地域名稱，也是全區行政中心所在地，位於該區中部略偏東北，並向東縮小延伸至邊界。相較於今日行政區，其範圍大致包括新興里不含西部邊界地帶、三民里不含西南部、瑞興里不含北部邊界地帶、瑞竹里不含東北部邊界地帶、鎮東里、生明里不含南部、東門里、誠德里南端、誠智里北北西方向半部、誠信里、誠義里北部最東側凸出部分及其鄰近地區。
本地區境內主要聚落為竹仔腳、過溝仔，設有陸軍軍官學校、鳳山國中、瑞興國小、大東國小、誠正國小。

## 歷史
台灣日治初期，竹子腳地區為一街庄，稱為「竹仔腳庄」（舊制街庄），隸屬於大竹里。該庄昔日西北與新庄仔庄、牛潮埔庄為鄰，東北及東與山仔頂庄為鄰，東南邊及南邊為灣仔頭庄，西邊為道爺廍庄、鳳山街。
1901年（日治明治三十四年）11月11日，全台廢縣廳改設二十廳，該庄隸屬於鳳山廳。1904年（明治三十七年）5月3日，該庄編入「鳳山區」，隸屬於鳳山廳。1909年（明治四十二年）10月25日，全台合併二十廳為十二廳，鳳山區改隸屬於臺南廳。1920年（大正九年）10月1日，全台地方制度大改正，廢十二廳改設五州二廳，該庄改制並雅化為「竹子腳」大字，隸屬於高雄州鳳山郡鳳山街（新制街庄）。
戰後鳳山街改制為鳳山鎮，隸屬於高雄縣，大字亦改制為里。1950年（民國39年）10月1日，高、屏分治，鳳山鎮仍隸屬於高雄縣。1972年（民國61年）7月1日，鳳山鎮升格為鳳山市。2010年（民國99年）12月25日，高雄縣、市合併為直轄高雄市，鳳山市改制為鳳山區。

## 聚落
本地區發展較早的聚落為竹仔腳、過溝仔，在日治初期的官方地圖上已有記載。

## 交通
高雄捷運橘線是高雄捷運系統的東西向路線，經過本地區中部，並設有大東站、鳳山國中站。由此等可前往高雄捷運沿線各站。
省道台1戊線是高雄至後庄的幹道，經過本地區中部的過溝仔聚落。由該道路西行可前往鳳山區鳳山市區、苓雅區、三民區，並止於省道台1線轉角路口；東行可前往大寮區西北部，並止於磚子磘地區後庄聚落西南側的省道台1線轉角路口。該道路在本地區有部分路段與省道台25線共線。

省道台25線又稱「鳳林公路」，是鳳山至林園的幹道，經過本地區中部的過溝仔聚落。由該道路北行可前往牛潮埔地區，並止於省道台1線路口；南行可前往大寮區、林園區，並止於省道台17線路口。該道路在本地區有部分路段與省道台1戊線共線，另有部分路段與市道183號共線。
市道183號是楠梓至五甲的道路，經過本地區北半葉的西端。由該道路北行可前往鳥松區、仁武區、楠梓區，並止於楠梓市區的省道台22線路口；南行可前往鳳山區西南部的五甲地區，並止於鳳山區與前鎮區邊界地帶的省道台17線路口。該道路在本地區有部分路段與省道台25線共線。
市道183甲線是第三號橋至頂庄的道路，經過本地區西南部。由該道路北行（大方向，當地向西北行）可前往鳳山市區，並止於市道183號路口；南行可前往鳳山區南部，並於過埤子地區的中安路路口。

## 學校
- 陸軍軍官學校（部分）
- 鳳山國中
- 瑞興國小（大部分）
- 大東國小
- 誠正國小（大部分）

## 公務機關
- 鳳山區公所
- 高雄市鳳山戶政事務所
- 高雄市政府警察局鳳山分局（與後者共構，部分在本地區境內）
- 高雄市政府消防局鳳山分隊（與前者共構，部分在本地區境內）